# Советский (Тюльганский район)
Советский — опустевший хутор в Тюльганском районе Оренбургской области в составе Городецкого сельсовета. 

## География
Находится на расстоянии примерно 12 километров на северо-запад от районного центра поселка  Тюльган.

## Население
Население составляло 21 человек в 2002 году (русские 38%, казахи 52%),  0 по переписи 2010 года.